# 수전 루치
수전 루치(Susan Lucci, 1946년 12월 23일 ~ )는 미국의 배우이다. ABC 연속극 《올 마이 칠드런》(1970-2011)으로 데이타임 에미상 드라마 부문 여우주연상 후보에 총 21차례 올랐으며, 1999년 제26회 때 한 차례 수상에 성공했다. 2023년 제50회 데이타임 에미상 시상식에서 평생공로상을 받았다.

## 출연 작품

### 텔레비전
- 올 마이 칠드런 (1970-2011)
- 사랑의 유람선 (1982)
- 꿈꾸는 낙원 (1983)
- 더 폴 가이 (1984)
- 새터데이 나이트 라이브 (1990)
- 달라스 (1990-91)
- 호프 & 페이스 (2004)
- 댓츠 소 레이븐 (2005)
- 지미 키멀 라이브! (2006-08)
- 댄싱 위드 더 스타 (2007-10) - 경쟁자, 관객
- 핫 인 클리블랜드 (2010-14)
- 아미 와이브즈 (2012)
- 은밀한 하녀들 (2013-16)

### 영화
- 지옥의 초대장 (1984)
- Mafia Princess (1986)
- 아나스타샤 (1986, Anastasia: The Mystery of Anna)
- 레이디 스카페이스 (1988, Lady Mobster)
- 애욕의 덫 (1991, The Woman Who Sinned)
- 퍼펙트 킬러 (1992, Double Edge)
- 파멸의 선 (1993, Between Love and Hate)
- Ebbie (1995)
- 조이 (2015)
- 주먹왕 랄프 2: 인터넷 속으로 (2018)